# Калужский округ
Калужский округ — административно-территориальная единица Московской области, существовавшая в 1929—1930 годах.
Калужский округ был образован в 1929 году. В его состав вошли следующие территории бывшей Калужской губернии:
- Малоярославецкий уезд без Высокиничской волости
- Лихвинский уезд без Березовской волости
- Калужский уезд без Тарусской волости (за исключением селений Богородицкое, Григоровка, Елманово и Шульгино) и селений Барсуково, Петрищево, Головино, Крутицы и Лукьяновка Ферзиковской волости.

Центром округа был назначен город Калуга.
Округ был разделён на 9 районов:
- Бабынинский,
- Боровский,
- Детчинский,
- Калужский,
- Малоярославецкий,
- Перемышльский,
- Угодско-Заводский,
- Ферзиковский,
- Черепетский.

23 июля 1930 года Калужский округ, как и большинство остальных округов СССР, был упразднён. Его районы отошли в прямое подчинение Московской области (Постановление ЦИК Союза ССР) (Собрание законов и распоряжений Рабоче-крестьянского Правительства СССР. I отдел. № 37 от 8 августа 1930 г. — ст. 400).